# Brigitte Schär
Brigitte Schär (* 1. Februar 1958 in Zürich) ist eine Schweizer Schriftstellerin, Sängerin und Performerin.

## Leben und Wirken
Brigitte Schär, aufgewachsen in Meilen am Zürichsee, studierte Germanistik und europäische Volksliteratur und absolvierte eine Gesangs- und Sprechausbildung. Nach dem Studium war sie einige Jahre lang Deutschlehrerin und Sprecherin im Studio der Blindenhörbücherei; daneben traten Auftritte als Sängerin im Bereich der frei improvisierten Musik und des Jazz. Seit dem dreissigsten Lebensjahr ist sie freiberuflich als Schriftstellerin und Sängerin tätig. Sie lebt in Zürich.
Sie veröffentlicht Bücher für Erwachsene und Kinder, die verschiedentlich ausgezeichnet und bis jetzt in fünfzehn Sprachen übersetzt wurden.
Im avantgardistischen Vokaltrio Eisgesänge wirkte sie von 1989 bis 1991 zusammen mit Dorothea Schürch und Magda Vogel. Mit Bruno Spoerri und David Moss trat sie 1994 auf dem Jazz Festival Willisau auf. Mit der niederländischen Pianistin Trudy Raymakers war sie auf Gastspielreisen in der Schweiz, in Europa, aber auch im Sudan. Weiter gab sie Improvisationskonzerte mit Musikern und Musikerinnen wie Reto Weber, John Wolf Brennan, Pierre Favre, Hans Kennel, Corin Curschellas, Hans Koch, Nana Twum Nketia, Emilen Sanou, LaDonna Smith, Daniele Patumi und Jeffrey Morgan, Erika Stucky, Clara Buntin, Andres Bosshard, Chris Wiesendanger, Nik Bartsch, Gilbert Paeffgen, Menico Ferrari, Michael Pfeuti.
Außerdem war sie an multimedialen Projekten im Bereich Tanz, Video, Film beteiligt und unterrichtete Stimmbildung und Gesang.
Seit den Neunzigerjahren verbindet Brigitte Schär ihre verschiedenen künstlerischen Richtungen. In Zusammenarbeit mit anderen Musikern entwickelte sie Vertonungen ihrer Literatur und eine sehr eigene literarisch-musikalische Auftrittsform. Verschiedene Bühnen-Programme (meist Solos) für Erwachsene oder Kinder entstanden. Zudem veröffentlicht Brigitte Schär ihre literarischen Lieder und Geschichten-Songs auch auf CDs.
Brigitte Schär tritt mit ihren Konzert-Lesungen und Performance-Lesungen in der ganzen Welt auf. Ihre Auftrittssprachen sind Deutsch, Englisch und Französisch.
Als CAS Teaching Artist (Studium an der Hochschule der Künste Bern 2011/2012) leitet sie multimediale Schreibprojekte und Projektwochen in Schulen und für Erwachsene.

## Auszeichnungen
- 1993 Schweizer Jugendbuchpreis für „Das geht doch nicht!“[6]
- 1995 Werkauftrag der Schweizer Kulturstiftung Pro Helvetia
- 1997 Schnabelsteherpreis für „Monsterbesuch!“[7]
- 1997 Ehrendiplom Die schönsten deutschen Bücher für „Monsterbesuch!“
- 1997 Kinderbuchpreis des Landes Nordrhein-Westfalen
- 1997 Aufenthaltsstipendium im internationalen Künstlerhaus Schloss Wiepersdorf, Mark Brandenburg[8]
- 1998 Aufnahme in die IBBY Ehrenliste für „Monsterbesuch!“
- 1999 Kinder- und Jugendmedienpreis „Die rote Zora“[9]
- 1999 Kulturelle Auszeichnung des Kantons Zürich im Bereich Erwachsenenbuch[10]
- 2001 Nominierung für das Wettlesen um den Ingeborg Bachmann-Preis in Klagenfurt.[11] Im Ausstich um den 3-Sat-Preis
- 2002 Nominierung Deutscher Jugendliteraturpreis für „Mama ist gross wie ein Turm“[12]
- 2002 Ehrendiplom Die schönsten deutschen Bücher für „Mama ist groß wie ein Turm“
- 2005 Kröte des Monats Juli 2005 für „Die Weihnachtsshow“
- 2005 Luchs 226 für „Die Weihnachtsshow“
- 2005 Werkbeitrag der Kulturstiftung Pro Helvetia
- 2006 Werkbeitrag der UBS Kulturstiftung
- 2011 Nominierung für den Schweizer Kinder- und Jugendmedienpreis für „Dinosaurier im Mond“[13]
- 2018 Auszeichnung Rattenfänger-Literaturpreis für "Lisa, Paul und Frau Fisch"[14]

## Werke
- Das Schubladenkind. Illustriert von Inge Steineke. Verlag Nagel&Kimche, Zürich 1988. ISBN 978-3-312-00718-9
- Auf dem hohen Seil. eFeF Verlag 1991. ISBN 978-3-8391-7443-2
- Vocal Flight to Beirut. CD. Mit Trudy Raymakers. COD/Tuxedo/Hearwego 1995
- Das geht doch nicht!. Illustriert von Jacky Gleich. Carl Hanser Verlag 1995. ISBN 978-3446182974
- Monsterbesuch!. Illustriert von Jacky Gleich. Carl Hanser Verlag 1996. ISBN 3-446-18713-8
- Liebesbriefe sind keine Rechnungen. Carl Hanser Verlag 1998. ISBN 3-446-19504-1
- Die blinde Fee. Illustriert Julia Gukova. NordSüd Verlag 1998. ISBN 3-314-00810-4
- Das Haus auf dem Hügel. Illustriert von Jacky Gleich. Carl Hanser Verlag 1998. ISBN 3-446-19444-4
- Die Entführung der Welt. Carl Hanser Verlag, München 2000. ISBN 3-446-19897-0
- Mama ist gross wie ein Turm. Illustriert von Jacky Gleich. Carl Hanser Verlag, München 2001, ISBN 3-446-20023-1
- Vom Fliegen und Wildschweinjagen. CD. Vertonte Literatur. Mit Manuela Keller. Grenzland-Produktion, Zürich, 2001. ISBN 3-905561-42-5
- Rundherum. Eine multimediale Reise durch Brigitte Schärs Kinderbücher. Mit Kathrin Hug. CD + CD- ROM. Grenzlandproduktion 2002
- Das Schubladenkind. Illustriert von Ulrike Möltgen. Dtv/Reihe Hanser 2003. ISBN 3-423-62146-X
- Die Weihnachtsshow. Illustriert von Jörg Müller. Sauerländer 2005. ISBN 978-3-7941-5092-2
- Liebe Frau Bär, 2005. CD mit Songs zum Literaturbetrieb. Mit Jürg Schmied. Grenzland-Produktion Zürich 2005
- Die Entführung der Welt. Dtv/Reihe Hanser, München 2005. ISBN 3-423-62230-X
- Geschichten vom Roll und vom Ruh. Illustriert von Verena Ballhaus. Bajazzo Verlag, Zürich 2006. ISBN 3-907588-72-X
- Dinosaurier im Mond. Illustriert von Jacky Gleich. Sauerländer 2009. ISBN 978-3-7941-6147-8
- Anker lichten, Segel setzen!. CD mit Geschichten-Liedern. Mit Ruth Bieri und Jürg Schmied. Grenzland-Produktion, Zürich 2011. ISBN 978-3-9522398-1-0
- 5 winzig kleine Zwerge. Illustriert von Lika Nüssli. SJW, Zürich 2011. ISBN 978-3-7269-0580-4
- Adieu, Goodbye, Auf Wiedersehen!. Illustriert von Babette Maeder. Lehrmittelverlag Zürich 2011. ISBN 978-3-03713-580-8. Und Schulverlag plus 2011. ISBN 978-3-292-00536-6
- Das geht doch nicht! Illustriert von Jacky Gleich. SJW 2011. ISBN 978-3-7269-0578-1
- Spatz und Schwein. Illustriert von Jacky Gleich. Schulverlag plus, Bern 2012. ISBN 978-3-292-00677-6
- Die Weihnachts-Show. Illustriert von Jörg Müller. Carlsen Verlag 2012. ISBN 978-3-551-04812-7
- Dominos Geheimnis. Illustriert von Andrea Caprez. SJW, Zürich 2015. ISBN 978-3-7269-0668-9
- Liebesbriefe sind keine Rechnungen. Broschierte Ausgabe. Hanser Verlag 2015. ISBN 978-3-446-25120-5
- Lisa, Paul und Frau Fisch. Illustriert von Jens Rassmus. Peter Hammer Verlag 2016. ISBN 978-3-7795-0541-9
- Unwetter. Unheilvolle Geschichten. Illustriert von Ulrich Zwick. Vorwort von Franz Hohler. Knapp Verlag, Olten 2016. ISBN 978-3-906311-16-6
- Hanna und Leo. Von einem anderen Stern. Illustriert von Iris Wolfermann. Baeschlin, Glarus 2018. ISBN 978-3-85546-336-7
- Biest auf der Spur. Teil 2 von Dominos Geheimnis. Illustriert von Andrea Caprez. SJW, Zürich 2021. ISBN 978-3-7269-0233-9
- Im wilden Galopp. Illustriert von Karin Hauser. SJW, Zürich 2022. ISBN 978-3-7269-0362-6[15]
- Die Weihnachtsparty. Mit Bildern von Heike Herold. Peter Hammer Verlag 2022. ISBN 978-3-7795-0688-1[16]

## Musikalische und multimediale Projekte (Auswahl)
- WIM Zürich (Werkstatt für Improvisierte Musik), Zusammenarbeit mit Fritz Hegi und Barbara Sturzenegger u. a.
- Vokaltrio Eisgesänge", avantgardistische A-cappella-Gesänge, zusammen mit Magda Vogel und Doro Schürch (1988–1993)
- Vier Fäuste und ein guter Tag, zusammen mit Muriel Bader (1988)
- Störnebel, zusammen mit Gido Dietrich (Elektronik, Sounds) und Judith von Tessin (Cello)
- Performances zusammen mit der Fluxus-Performance-Gruppe A' battery A' um Vänçi M.Stirnemann
- Wimen Tales, zusammen mit Barbara Sturzenegger u. a. (1988)
- 1000 Rounds, zusammen mit Carl Haenggi (1989)
- Fortschritte, zusammen mit Uschi Janowsky und Judith von Tessin (1990)
- Von Prinzen und Hansen, zusammen mit Nelly Bütikofer (1994)
- Jazz-Festival Willisau, zusammen mit Bruno Spoerri und David Moss (1994)[17]
- Reading Cities, zusammen mit Heinz Nigg, Christian Krone u. a. (1995)
- Schulhauskonzerte „Wunderwelt menschliche Stimme“, zusammen mit Michael Pfeuti (Kontrabass, Electronics), Fritz Franz Vogel (Foto-Projektionen) / Clara Buntin (voc) / Erika Stucky (voc) (1990–1998)
- ab 2000 verbindet Brigitte Schär ihre verschiedenen künstlerischen Richtungen. In Zusammenarbeit mit anderen Musikern entwickelte sie Vertonungen ihrer Literatur und eine sehr eigene literarisch-musikalische Auftrittsform.